# Фрјери (Бјела)
Фрјери је насеље у Италији у округу Бијела, региону Пијемонт.
Према процени из 2011. у насељу је живело 69 становника. Насеље се налази на надморској висини од 705 м.